# Bătălia de la Finta
Bătălia de la Finta (27 mai 1653) a fost o luptă decisivă între trupele moldovene și căzăcești conduse de Vasile Lupu și Timuș Hmelnițki, și armatele Țării Românești conduse de Matei Basarab. Vasile Lupu a fost învins și o lună mai târziu a pierdut tronul Moldovei, fiind înlocuit de Gheorghe Ștefan. Urmează o scurtă ocupație valahă a capitalei Iași și Asediul Sucevei unde Timuș va fi ucis.